# 東海林弘靖
東海林 弘靖（しょうじ ひろやす、1958年 - ）は、日本の照明デザイナー。LIGHTDESIGN INC.代表。東京 銀座にスタジオを構え建築照明デザインを中心に活動する。IALD国際照明デザイナーズ協会　Professional会員

## 来歴
光と建築空間との関係に興味を持ち、建築デザインから照明デザインの道へ。
1990年から地球上の感動的な光と出会うために世界中を探索調査、アラスカのオーロラ、サハラ砂漠の月夜、パプアニューギニアの蛍の木など自然界の美しい光を取材し続けている。光との出会いの感動を糧に空間における光の在り方を探求し、照明デザインを行っている。
2011年の東日本大震災を経験し、「照明とは人間にとってどんな意味を持つのか」という根源的な問いを持つに至った。直後、取材で訪れたパプアニューギニアにおいて、ヤシの実を絞ったオイルランプを灯す村の長老の「照明は命のシンボル」という言葉に大きく心を動かされた。帰国後、「照明とは人間にとってどんな意味を持つのか」という問いに対して、決して暗い場所をただ明るくするという利便性や、ただ美しい光景を求めたものではなく、照明を灯すことは、人間の人生の時間をより厚みのあるものにすることが本来の目的であると考えるようになった。
2012年から2013年にかけて行った名古屋第二赤十字病院 新生児集中治療室の照明デザインは、「低照度・明印象環境
」をコンセプトに床面照度は低く維持しながらも、訪れた人を光で包むような、人に優しい環境をつくることを目指してつくられた。 このプロジェクト以降、東海林弘靖の照明デザインの特徴は「美暗」と称されることがある。
2023年1月、人の心を優しく包む光の在り方を研究する拠点を古里に構える。太陽や月、星が照らし出す自然の移り変わりを体感し、データ化して分析する
科学的な研究を開始。
2025大阪・関西万博 会場デザインプロデューサー補佐 照明デザインディレクターに就任。

## 主なプロジェクト
| 名称                                                               | 年   | アーキテクト | 所在地                  |
| ------------------------------------------------------------------ | ---- | --- | ----------------------- |
| まつもと市民芸術館                                                 | 2004 | 伊東豊雄建築設計事務所 | 長野県                  |
| 富弘美術館                                                         | 2005 | aat+ヨコミゾマコト建築設計事務所 | 群馬県                  |
| 瞑想の森市営斎場                                                   | 2006 | 伊東豊雄建築設計事務所 | 岐阜県                  |
| 座・高円寺                                                         | 2008 | 伊東豊雄建築設計事務所 | 東京都                  |
| 象の鼻パーク                                                       | 2009 | ランドスケープデザイン：小泉アトリエ／技術協力：オンサイト計画設計事務所／ 実施設計協力：ランズ計画研究所+創和計画｜スクリーン設計：小泉アトリエ                                                      | 神奈川県                |
| 新千歳空港国際線旅客ターミナルビル                                 | 2010 | 日建設計・日本空港コンサルタンツ・ARAP JAPAN・久米設計 設計共同企業体 | 北海道                  |
| ヤオコー川越美術館（三栖右嗣記念館）                               | 2011 | 伊東豊雄建築設計事務所 | 埼玉県                  |
| 静岡市清水文化会館                                                 | 2012 | 槇総合計画事務所・大成建設設計共同企業体 | 静岡県                  |
| Galaxy SOHO                                                        | 2012 | Zaha Hadid Architects | 中国 北京               |
| 名古屋第二赤十字病院NICU                                           | 2013 | 山下設計 | 愛知県                  |
| MARK IS みなとみらい                                               | 2013 | 三菱地所設計 | 神奈川県                |
| 京王吉祥寺駅ビル                                                   | 2014 | 日建設計 | 東京都                  |
| Sky SOHO                                                           | 2014 | Zaha Hadid Architects | 中国 上海               |
| Wangjing SOHO                                                      | 2014 | Zaha Hadid Architects | 中国 北京               |
| 流山市立おおたかの森小・中学校、 おおたかの森センター こども図書館 | 2015 | C+A / Coelacanth and Associates | 千葉県                  |
| 二子玉川ライズ                                                     | 2015 | [II-a街区]日建設計,アール・アイ・エー,東急設計コンサルタント設計共同企業体 [I-a.b, II-b, III 街区] アール・アイ・エー/東急設計コンサルタント/日本設計 設計共同体 デザイン監修：コンラン＆パートナーズ | 東京都                  |
| 東急プラザ銀座 ファサード                                          | 2016 | 日建設計 | 東京都                  |
| 薬師寺 食堂 内陣                                                   | 2017 | 伊東豊雄建築設計事務所 | 奈良県                  |
| 大手町プレイス                                                     | 2018 | 日本設計、大林組、NTTファシリティーズ | 東京都                  |
| Leeza SOHO                                                         | 2019 | Zaha Hadid Architects | 中国 北京               |
| GREEN SPRINGS                                                      | 2020 | マスターデザイン/建築 : スタジオタクシミズ マスターデザイン/ランドスケープ : ランドスケープ・プラス 建築設計:山下設計・大林組JV (A2-W·E·S2), 山下設計 (A3-N)                                          | 東京都                  |
| SHIROIYA HOTEL                                                     | 2020 | 藤本壮介建築設計事務所 | 群馬県                  |
| 横浜市役所                                                         | 2020 | 竹中工務店+槇総合計画事務所 | 神奈川県                |
| 石巻市複合文化施設                                                 | 2021 | 藤本壮介建築設計事務所 | 宮城県                  |
| SQUARE HSG Learning Center, St. Gallen                             | 2022 | 藤本壮介建築設計事務所 Burckhardt + Partner | スイス ザンクト・ガレン |

## 受賞歴
- 2010年 - 国際照明デザイナー協会 特別賞（座・高円寺）
- 2012年 - 国際照明デザイナー協会 最優秀賞（二子玉川ライズ）
- 2012年 - 日本建築美術工芸協会 第22回AACA賞 優秀賞（象の鼻パーク/テラス）
- 2014年 - 国際照明デザイナー協会 特別賞（名古屋第二赤十字病院NICU）
- 2014年 - 環境省 省エネ・照明デザインアワード　グランプリ（MARK IS みなとみらい）
- 2016年 - 照明学会 第14回照明デザイン賞 優秀賞（柏たなか病院）
- 2016年 - 北米照明学会 優秀賞（流山市立おおたかの森小・中学校、おおたかの森センター こども図書館）
- 2017年 - 照明学会 第35回日本照明賞（東急プラザ銀座　ファサード）
- 2022年 - 第63回BCS賞（GREEN SPRINGS）

## 主な著書
- 2007年- 『デリシャス・ライティング』（TOTO出版）
- 2011年- 『日本の照明はまぶしすぎる』（角川書店）

## テレビ出演
- 2009年 - 「美の壺」（NHK教育テレビジョン、12月18日放送）
- 2011年 - 「旅のチカラ」（NHK BSプレミアム、8月2日放送）
- 2015年 - 「マツコの知らない世界」（TBSテレビ、9月15日放送）
- 2016年 - 「プロフェッショナル 仕事の流儀」（NHK総合テレビジョン、12月5日放送）
- 2017年 - 「デザインあ 」デザインの人（NHK教育テレビジョン、9月30日放送）
- 2018年 - 「DESIGN TALKS PLUS」＃75 Healing Spaces（NHK WORLD、5月3日放送）